# British Rail Class 47
British Rail Class 47 (BR Class 47, Class 47, по более ранней классификации Brush Type 4) — британский дизель-электрический локомотив, разработанный и произведенный в 1960-х годах компанией Brush Traction для нужд British Rail.

## Создание и производство
История локомотивов данной серии началась в 1960-х годах, когда Британская транспортная комиссия (БТК) поставила цель к 1968 году исключить использование паровозов на железных дорогах Великобритании. Для достижения данной цели БТК был объявлен тендер на закупку 100 новых локомотивов, соответствующих определенной спецификации по мощности (не менее 2500 л.с.), осевой нагрузке и типу передачи.
Для участия в тендере поступили заявки от нескольких компаний:
- консорциум компаний Birmingham Railway Carriage and Wagon Company[англ.], Associated Electrical Industries[англ.] и Sulzer
- Brush Traction
- English Electric
- North British Locomotive Company[англ.]

Прототип локомотива, предложенный консорциумом BRCW/AEI/Sulzer, был наиболее предпочтительным вариантом для БТК, однако сжатые сроки постройки большой партии локомотивов новой серии играли первостепенную важность, в связи с чем было решено отказаться от производства последней партии локомотивов Class 46 в количестве 20 единиц и использовать предназначенное для них электрооборудование компании Brush для постройки Class 47. Таким образом, в тендере победил проект, предложенный компанией Brush.
Первые 20 локомотивов данной серии технически отличались от остальных, так как использовали тормозную систему Вестингауза вместо тормозов компании Davies and Metcalfe, которые устанавливались на последующие локомотивы данной серии.
Успех первой партии локомотивов повлек за собой размещение заказа на постройку еще 270 локомотивов, который затем был существенно увеличен. Всего за период с 1962 по 1968 было произведено 512 локомотивов данной серии, из которых 310 были построены на заводе компании Brush, 202 локомотива — на заводе Crewe Works.

### British Rail Class 48
Пять локомотивов Class 47 (номера D1702 - D1706) были оборудованы V-образным 12-цилиндровым двигателем Sulzer 12LVA24 и получили обозначение Class 48. Однако данный эксперимент был признан неуспешным, и эти локомотивы в дальнейшем были обратно переоборудованы в стандартные Class 47.

## Подклассы
В начале 1970-х в связи с введением в работу системы TOPS локомотивы Brush Type 4 получили обозначение Class 47. В рамках новой классификации было выделено несколько модификаций тепловозов данной серии в зависимости от устанавливаемого оборудования:
- Class 47/0 — локомотивы первой партии (289 единиц). Оснащены паровым отопителем вагонов[5].
- Class 47/3 — локомотивы, которые при постройке не оснащались каким-либо оборудованием для отопления вагонов[6]. В основном использовались в качестве грузовых тепловозов, иногда в летний сезон, когда не требовалось отапливать вагоны, они привлекались для обслуживания дополнительных пассажирских поездов[7].
- Class 47/4 — локомотивы с электрическим отопителем вагонов или двойной системой отопления[8]. Двадцать локомотивов из первой партии оснащались двойной системой отопления вагонов, тогда как оставшиеся имели только паровой отопитель. В последующем было решено отказаться от использования паровой системы отопления и в ходе модернизации оно полностью заменялось электрооборудованием. Локомотивы данной модификации используются для движения пассажирских поездов.
- Class 47/6 и Class 47/9 — в 1974 году локомотив с номером 47046 был серьезно повреждён в результате схода с рельс. При восстановлении он был оснащен 16-цилиндровым двигателем Ruston[англ.]16RK3CT мощностью 3250 л.с. в качестве эксперимента по тестированию данного силового агрегата, которым планировалась оснащать разрабатываемые в то время локомотивы Class 56. Этому локомотиву решено было дать новый номер (47601), чтобы подчеркнуть его уникальность. Позднее, в 1979 году, данный локомотив участвовал в тестировании другого двигателя (компании Ruston мощностью 3300 л.с.) и был переименован в 47901. С таким нестандартным двигателем он продолжал работу до конца своей эксплуатации в 1990 году[9].
- Class 47/7 – относительно более современная модификация локомотивов, которая предполагала установку различного электрооборудования под конкретные задачи, возникшие в ходе эксплуатации[10], например 17 локомотивов серии были оборудованы системой дистанционного управления для работы по схеме «тяни-толкай» на линии между Глазго и Эдинбургом в 1980-х[11]. Некоторые локомотивы данной модификации также оснащались дополнительными топливными баками для увеличения дальности движения. Два локомотива этой модификации (с номерами 47798 «Prince William» и 47799 «Prince Henry») использовались для нужд британской королевской семьи. В 2004 году их заменили тепловозами Class 67.

## Эксплуатация
Локомотивы данной серии благодаря своей надежности и удачным инженерным решениям стали одними из самых массовых дизельных локомотивов, построенных для нужд железных дорог Великобритании в XX веке. Универсальность этих локомотивов позволяла повсеместно использовать их как в грузовом, так и пассажирском движении в различных регионах страны. Распространенность этих локомотивов позволила British Rail успешно вытеснить использование паровозной тяги.
К 1986 году были списаны только 5 из 512 локомотивов Class 47, все они пострадали в результате различных аварий. Однако к концу XX века на смену локомотивам данной серии пришли новые более эффективные и удобные локомотивы, поэтому в 1990-х начался повсеместный вывод Class 47 из эксплуатации.
По состоянию на январь 2023 года 31 тепловоз Class 47 все еще находится в эксплуатации у различных железнодорожных операторов. Из них 12 локомотивов используются компанией West Coast Railways для движения регулярных экскурсионных поездов по железнодорожным путям общего пользования. Другие ж/д операторы в настоящее время используют локомотивы данной серии для выполнения различных служебных работ.
Также 31 тепловоз Class 47 находится в статусе «preserved», то есть сохранены в руках частных лиц или организаций в различном техническом состоянии для историко-культурных целей. Как правило, они используются на исторических железных дорогах для развлечения посетителей и туристов.
В настоящий момент статус всех 512 построенных локомотивов Class 47 следующий:
- 31 локомотив – в эксплуатации;
- 31 локомотив – на сохранении для историко-культурных целей (в различном состоянии);
- 16 локомотивов – на консервации;
- 401 локомотив – списан и порезаны на металлолом;
- 33 локомотива – переоборудованы в тепловоз Class 57.